# گانیلی
گانیلی (به لاتین: Gönyeli) یک منطقهٔ مسکونی در قبرس شمالی است که در ناحیه لفکوشا واقع شده‌است. گانیلی ۱۱٬۶۷۱ نفر جمعیت دارد.